# Panachranta lirioleuca
Panachranta lirioleuca là một loài bướm đêm thuộc phân họ Arctiinae, họ Erebidae.